# حركة 20 فبراير
حركة شباب 20 فبراير بالمغرب، تضم نشطاء يطالبون بإصلاحات في المغرب، وقد انضمت لها قوى سياسية وحقوقية. وتقول الحركة أن أعضاءها هم من المغاربة الذين يؤمنون بالتغيير، وهدفهم العيش بكرامة في مغرب حر وديمقراطي، وتؤكد استقلاليتها عن كل التنظيمات والأحزاب السياسية.

## نشأة الحركة
بعد نجاح الثورة الشعبية في تونس عام 2011 م وسقوط نظام زين العابدين بن علي, دعا شباب مغربي، وذلك عبر مقطع فيديو قصير وهم يدعون إلى التظاهر في 20 فبراير/شباط 2011. ثم تبعته عدة تسجيلات، وبعدها توالت دعوات الشبان، وبدأت كرة الثلج تكبر ومعالم المطالب السياسية تظهر وتتحدَّد. وحين استمرت مساحة المُطالبة بالتظاهر تتسع، بدأت تنضمّ لها بعض الأحزاب والجماعات، والمجموعات الشبابيّة المؤطرة.
انضم آلاف معظمهم من الشبان المغاربة إلى الحركة خاصة بعد نجاح ثورة 25 يناير المصرية عام 2011. وهكذا تأسست حركة 20 فبراير المؤلفة من ثلاث مجموعات: «حرية وديموقراطية الآن» و«الشعب يريد التغيير» و«من أجل الكرامة، الانتفاضة هي الحل», والتي تهدف إلى ما سمته استعادة كرامة الشعب المغربي.
وفي يوم الخميس 17/2/2011 م قررت (20 هيئة حقوقية مغربية) دعم الحركات الاحتجاجية التي دعا إليها النشطاء الشبان عبر موقع فيسبوك يوم 20 فبراير/شباط 2011 م. وجماعة العدل والإحسان الإسلامية.
وفي نفس اليوم (17 فبراير/شباط 2011 م) عقد شبان حركة 20 فبراير مؤتمرا صحفياً في مقر الجمعية المغربية لحقوق الإنسان أعلنوا فيه لائحة مطالبهم بكل وضوح، وفي مقدمتها: تشكيل ملكية برلمانية، ووضع دستور جديد يتكئ على أسس ديمقراطية، وحل البرلمان، وإقالة الحكومة.. وذكروا في المؤتمر أنهم تعرضوا لضغوط أمنية عديدة وتهديدات، بل واعتقال مُبكِّر لبعض الشباب.

## البيان التأسيسي للحركة
وإيمانا منا كـ "شباب 20 فبراير" أن تراكم المعضلات الاجتماعية يرجع بالأساس إلى الاختيارات السياسية وبنية النظام السياسي المغربي المناهض لمصالح أبناء الشعب الفقراء، نطالب :
- دستور ديمقراطي شكلا ومضمونا يمثل الإرادة الحقيقية للشعب.
- حل الحكومة والبرلمان وتشكيل حكومة انتقالية مؤقتة تخضع لإرادة الشعب.
- قضاء مستقل ونزيه
- محاكمة المتورطين في قضايا الفساد واستغلال النفوذ ونهب خيرات الوطن.
- الاعتراف باللغة الأمازيغية كلغة رسمية إلى جانب العربية والاهتمام بخصوصيات الهوية المغربية لغة ثقافة وتاريخا
- إطلاق كافة المعتقلين السياسيين ومعتقلي الرأي ومحاكمة المسؤولين.
وذلك قصد الاستجابة لتطلعات عموم أحرار هذا الوطن العزيز وتوفير شروط
العيش الكريم يضمن:
- الإدماج الفوري والشامل للمعطلين في أسلاك الوظيفة العمومية
- ضمان حياة كريمة بالحد من غلاء المعيشة والرفع من الحد الأدنى للأجور
- تمكين عموم المواطنين من ولوج الخدمات الاجتماعية وتحسين مردوديتها
وبذلك ندعو عموم الأحرار بمغربنا العزيز للمساهمة ودعم هذه المبادرة والمشاركة بكثافة في إنجاحها وجعل يوم 20 فبراير يوما وطنيا سلميا للكرامة، والتزامنا بالعمل مع الجميع لتوحيد الجهود من اجل الكرامة والعدالة والمواطنة
شباب 20 فبراير

## الدعوة للتظاهر
كانت الحركة وراء خروج المواطنين في 20 فبراير/شباط 2011 م في مظاهرات بالمغرب للمطالبة بدستور جديد يمثل الإرادة الحقيقية للشعب، وحل الحكومة والبرلمان وتشكيل حكومة انتقالية مؤقتة تخضع لإرادة الشعب.
كما طالبت الحركة بقضاء مستقل ونزيه، ومحاكمة من وصفتهم بالمتورطين في قضايا الفساد واستغلال النفوذ ونهب ثروات البلاد، والاعتراف باللغة الأمازيغية كلغة رسمية إلى جانب اللغة العربية، مع الاهتمام بالخصوصية المغربية لغة وتاريخا وثقافة.
وطالبت حركة 20 فبراير/شباط بإطلاق سراح كافة المعتقلين السياسيين ومعتقلي الرأي وإطلاق الحريات، وتشغيل العاطلين عن العمل، وضمان حياة كريمة والحد من غلاء المعيشة ورفع الأجور وتعميم الخدمات الاجتماعية.

## حجم الحركة
يرى المراقبون أن الحركة أصبحت تحتل حيزا مهما على الساحة المغربية خاصة بعد أن حصلت على دعم أكثر من عشرين منظمة مغربية من بينها أحزاب سياسية وجمعيات حقوقية ونقابات مهنية وجماعة العدل والإحسان الإسلامية.